# Ira Brown
Ira Brown (født 3. august 1982 i Corsicana) er en japansk basketballspiller som deltog i de olympiske lege 2020.